# Thomas Struth

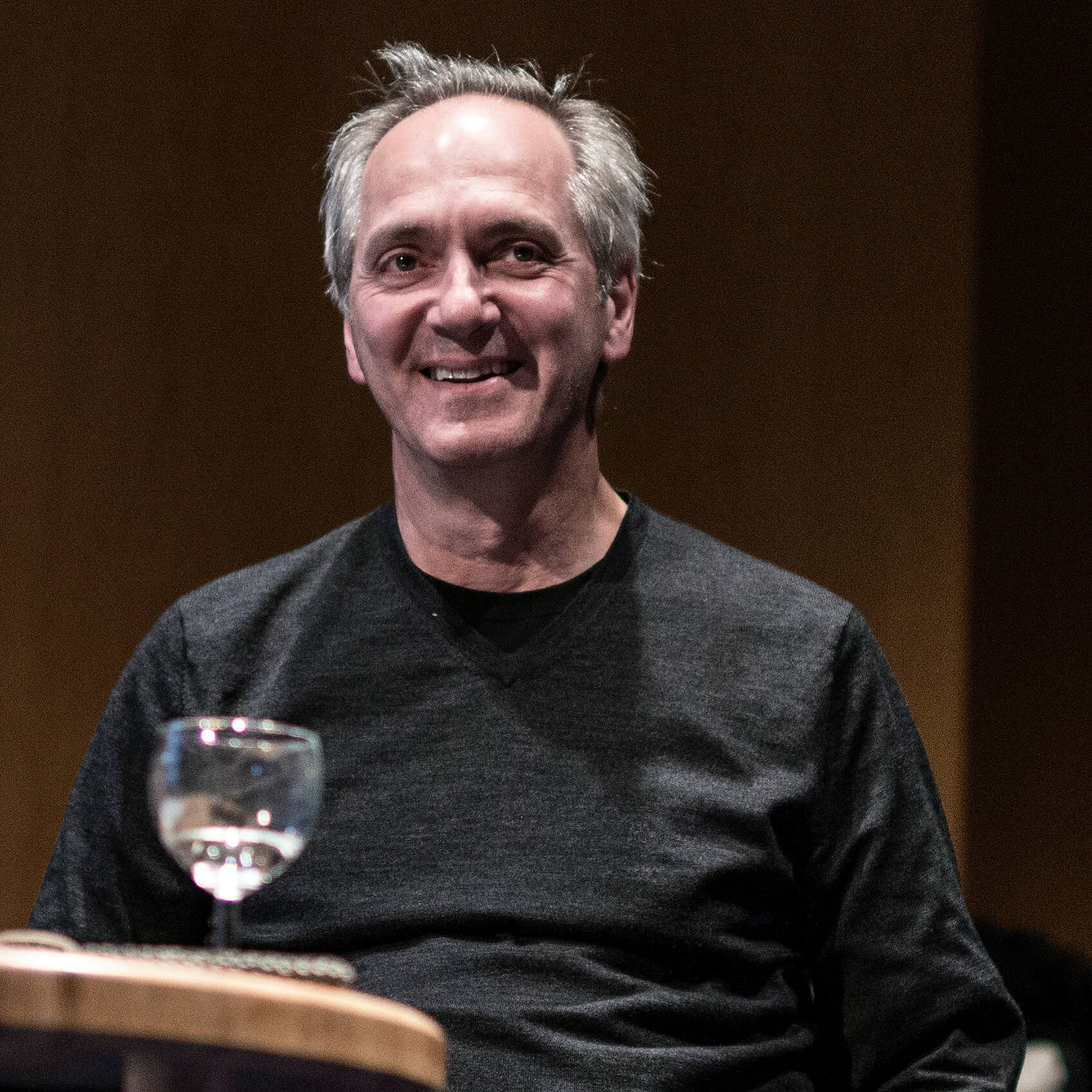
Thomas Struth, 2016

Thomas Struth (* 11. Oktober 1954 in Geldern, Niederrhein) ist ein deutscher Fotograf der Düsseldorfer Photoschule.

## Leben
Struth, geboren 1954 in Geldern, studierte von 1973 bis 1980 an der Staatlichen Kunstakademie Düsseldorf – zuerst Malerei bei Gerhard Richter und Peter Kleeman, ab 1976 Fotografie bei Bernd Becher. Im Jahr 1978 erhielt er von der Kunstakademie Düsseldorf ein Stipendium für die Stadt New York City, das er mit einer Einzelausstellung im P.S.1 abschloss. Von 1993 bis 1996 hatte Struth eine Professur an der Staatlichen Hochschule für Gestaltung (HfG) in Karlsruhe inne.
Struth lebt und arbeitet in Berlin. Er ist mit der amerikanischen Autorin Tara Bray Smith verheiratet.

## Werk
Bezeichnend für Struths künstlerische Praxis ist die Arbeit an aufeinander folgenden Werkgruppen, die sich mit Themen wie Straßenzügen, Menschen, Museen und Natur beschäftigen. Trotzdem bleibt ersichtlich, dass er sich konsequent und konzeptuell der Fortsetzung einer übergreifenden Werkidee widmet. Meist fotografiert Struth mit einer Großformatkamera und in Farbe, wobei er im Unterschied zu beispielsweise Andreas Gursky oder Thomas Ruff seine Bilder kaum digital bearbeitet.
Sowohl in der Kunstkritik als auch auf dem Kunstmarkt hat sich Thomas Struth mit den in den 1970er und 1980er Jahren konzipierten Werkgruppen Unbewusste Orte und Porträts durchgesetzt. Die Teilnahme an der Biennale in Venedig (1990) und an der Documenta IX (1992) haben seine Position international gefestigt.
Im Zentrum von Struths Interesse steht das „präzise Sehen“ und insbesondere die Beziehung zwischen Betrachter und Betrachtetem. Struth stellt in seinen Werkgruppen regelmäßig Sichtweisen auf überkommene fotografische Sujets in Frage, unterläuft Sehgewohnheiten und erweitert auf diese Weise den fotografischen Kunstbegriff.
So zeigen Thomas Struths Architekturaufnahmen Plätze und Straßenzüge, die die städtische Entwicklung sensibel dokumentieren. Die Werkgruppe Unbewusste Orte, die in Städten auf der ganzen Welt entstanden ist, bildet einen eigenständigen Beitrag zur Stadtanthropologie. Ähnlich arbeitete der Künstler in der Serie der Landschaften: Durch die Abwesenheit von Menschen wird auf ihre Anwesenheit und Gestaltung der ländlichen Umgebung hingewiesen. Einen quasi dokumentarischen Charakter haben auch weitere Projekte von Struth wie z. B. die Porträts, in denen die Möglichkeiten der Darstellbarkeit eines Individuums bzw. einer Gemeinschaft untersucht werden. Der Prozess des Betrachtens wird im Zyklus der Museumsbilder zu einem Vehikel, das den Betrachter jeweils in andere Zeit-Räume versetzt – andere Museen, fiktive Welten. 2007 war Struth der erste zeitgenössische Künstler, der im Museo del Prado in Madrid ausgestellt hat. Für diese Ausstellung hat Struth Museumsbesucher im Prado fotografiert.
Seit 2008 setzt sich der Fotograf mit den strukturell elementaren Themen der Menschheit wie Industrie, Forschung, Energie und Globalisierung auseinander. Seine Abbildungen zeigen hochmoderne Anlagen wie Kernfusionsreaktoren oder Space Shuttles, die der Öffentlichkeit gewöhnlich nicht zugänglich sind.
Struth wurde 2011 beauftragt, das offizielle Jubiläumsphoto des britischen Königspaars anzufertigen. 2013 zeigte Thomas Struth seine Werkgruppe Paradise in der Fundación Helge Achenbach, MIAC-Castillo de San José in Arrecife, Lanzarote.
Im Juli 2024 wurde Struth als Mitglied der Akademie der Künste Berlin berufen.

## Auszeichnungen
- 2016: Centenary Medal und Honorary Fellowship der Royal Photographic Society[3]
- 2016: Ehrenmitglied der American Academy of Arts and Letters[4]
- 2014: Royal Institute of British Architects (RIBA): Honorary Fellowship (Hon FRIBA)[5]
- 2013–2014: Honorary Fellow Residenz der Villa Aurora in Los Angeles, CA[6]
- 1997: SPECTRUM, Internationaler Preis für Fotografie der Stiftung Niedersachsen
- 1992: Werner Mantz Preis für Fotografie, Stichting Werner Mantz, Maastricht
- 1987: ars-viva-Preis[7] des Kulturkreises der deutschen Wirtschaft im BDI e. V., Berlin

## Einzelausstellungen (Auswahl)
- 2019: Thomas Struth. Guggenheim Museum, Bilbao[8]
- 2019: Thomas Struth: Composition '19, Hilti Art Foundation, Vaduz[9]
- 2019: Thomas Struth: Nature & Politics, Fondazione MAST, Bologna[10]
- 2017: Thomas Struth: Nature & Politics, Saint Louis Art Museum, St. Louis[11]
- 2017: Thomas Struth: Nature & Politics, Moody Center for the Arts, Houston[12]
- 2017: Thomas Struth: Figure Ground, Haus der Kunst, München (kuratiert von Thomas Weski).[13]
- 2016: Thomas Struth: Nature & Politics, High Museum of Art, Atlanta[14]
- 2016: Thomas Struth. Nature & Politics, Martin-Gropius-Bau, Berlin[15]
- 2016: Thomas Struth. Nature & Politics, Museum Folkwang, Essen[16][17][18]
- 2014: Thomas Struth: Photographs. Metropolitan Museum of Art, New York
  - Marian Goodman Gallery, New York[19]
- 2013: Paradise, Fundación Helge Achenbach, MIAC-Castillo de San José, Arrecife, Lanzarote
- 2011: Whitechapel Art Gallery, London
  - Fotografien 1978–2010, Kunstsammlung Nordrhein-Westfalen, Düsseldorf
- 2010: Fotografien 1978–2010, Kunsthaus Zürich
  - New Works, Galerie Max Hetzler, Berlin
- 2008: Museum De Pont, Tilburg, Niederlande
  - Museo d’Arte Contemporanea Donna Regina – MADRE, Neapel
  - Die Photographische Sammlung/SK Stiftung Kultur, Köln
- 2007: Museo del Prado, Madrid
- 2004: Pergamon Museum I-VI, Hamburger Bahnhof – Museum für Gegenwart, Berlin
- 2003: Museum of Contemporary Art, Chicago
  - Metropolitan Museum of Art, New York
- 2002: MOCA, Museum of Contemporary Art, Los Angeles
  - Dallas Museum of Art, Dallas
- 2001: Galerie Max Hetzler, Berlin
- 2000: My Portrait, Nationalmuseum für moderne Kunst Tokio, Nationalmuseum für moderne Kunst Kyōto
- 1998: Stedelijk Museum, Amsterdam
- 1997: Portraits, Sprengel Museum Hannover
- 1995: Straßen, Kunstmuseum Bonn, Bonn
- 1994: Strangers and Friends, Institute of Contemporary Arts Boston, USA
- 1993: Museum Photographs, Hamburger Kunsthalle, Hamburg
- 1990: Photographs, Renaissance Society, Chicago
- 1988: Unbewusste Orte, Portikus, Frankfurt am Main
- 1987: Unbewusste Orte, Kunsthalle Bern, Bern
  - Galerie Max Hetzler, Köln
- 1980: Galerie Rüdiger Schöttle, München
- 1978: P.S.1, New York

## Gruppenausstellungen (Auswahl)
- 2020: SUBJEKT und OBJEKT. FOTO RHEIN RUHR. Kunsthalle Düsseldorf, Düsseldorf
- 2020: Among the Trees, Hayward Gallery, London
- 2019: …et labora, La Fondation Vincent van Gogh, Arles
- 2019: Ikonen, Kunsthalle Bremen, Bremen
- 2019: extraORDINAIRE, Institut pour la Photographie, Lille
- 2018: Civilization: The way we live now, Nationalmuseum für moderne und zeitgenössische Kunst, Seoul
- 2017: Fotografien werden Bilder, Städel Museum, Frankfurt a. M.[20]
- 2016: Mit anderen Augen – Das Portrait in der zeitgenössischen Fotografie, Kunstmuseum Bonn, Bonn
- 2014: This Place, DOX Center for Contemporary Art, Prag, www.this-place.org/
- 2013: AGES. Portraits vom Älterwerden, SK Stiftung Kultur, Köln
- 2012: Common Ground, La Biennale de Venezia - Architectur Biennale, Venedig
  - The Queen: Art and Image, National Portrait Gallery, London
- 2011: Nachrichten aus der Zwischenstadt, Museum Ludwig, Köln
- 2010: Ruhrblicke, Zollverein-Kubus, Essen
  - Dreamlands, Musée National d’Art Moderne, Centre Pompidou, Paris
- 2009: The Making of Art, Schirn Kunsthalle Frankfurt
  - Düsseldorfer Schule – Photographien von 1970 bis 2008 aus der Sammlung Lothar Schimer, Bayerische Akademie der Schönen Künste, München
- 2008: Fluid Street, Museum of Contemporary Art Kiasma, Helsinki
- 2005: Contemporary Voices – Works from the UBS Collection, Museum of Modern Art, New York
- 2004: 3. Berlin Biennale, Martin-Gropius-Bau, Berlin
- 2003: Happiness, Mori Art Museum, Tokio
- 2002: Moving Pictures, Solomon R. Guggenheim Museum, New York
- 2001: En pleine terre, Kunstsammlung Basel
- 1999: The Museum as Muse: Artists reflect, Museum of Modern Art, New York
- 1996: Nobuyoshi Araki, Larry Clark, Thomas Struth, Christopher Williams, Kunsthalle Basel
- 1992: Documenta IX, Kassel
- 1990: Images in Transition, Nationalmuseum für moderne Kunst Tokio, Nationalmuseum für moderne Kunst Kyōto
  - Aperto ’90, Biennale di Venezia, Venedig
- 1987: Skulptur.Projekte Münster ’87

## Kataloge (Auswahl)
- Thomas Struth. Composition '19. Schirmer/Mosel, München, 2019, ISBN 9783829608749.
- Thomas Struth. Schirmer/Mosel, München 2017, ISBN 978-3-8296-0798-8, ISBN 978-3-8296-0810-7.
- Thomas Struth. New Pictures from Paradise, Schirmer/Mosel, München 2017, ISBN 9783829607599.
- Thomas Struth. Nature & Politics, MACK, London 2016, ISBN 9781910164471, ISBN 9781910164532.
- Thomas Struth. MACK, London 2014, ISBN 978-1910164129.
- Thomas Struth. Walking, Ivorypress, Madrid 2013, ISBN 978-84-941462-2-0.
- Thomas Struth. Unconscious Places, Schirmer/Mosel, München 2012, ISBN 978-3-8296-0617-2
- Thomas Struth. Fotografien 1978–2010, Düsseldorf, 2010.
- Thomas Struth. hrsg. von Hans Rudolf Reust und James Lingwood. [Hans Belting …], Schirmer Mosel, München 2009.
- Thomas Struth. Stadt- und Straßenbilder. Architektur und öffentlicher Raum in der Fotografie der Gegenwartskunst, Marburg 2008.
- Thomas Struth. Making Time, Madrid 2007.
- Photographien 1977–2002, München 2002.
- Thomas Struth. New Pictures from Paradise, München 2002.
- Einblicke. Das 20. Jahrhundert in der Kunstsammlung Nordrhein-Westfalen Düsseldorf, Ostfildern-Ruit 2000.
- Thomas Struth. Still, München 1998.
- Thomas Struth. Portraits, München 1997.
- Thomas Struth. Straßen. Fotografie 1976 bis 1995, Köln 1995.
- Thomas Struth. Museum photographs, München 1993.
- Thomas Struth. Unbewusste Orte, Bern 1987.